# دیگو فابرینی
دیگو فاببرینی (به ایتالیایی: Diego Fabbrini) بازیکن فوتبال و مهاجم اهل ایتالیا است که از سال ۲۰۱۲ میلادی عضو تیم ملی فوتبال ایتالیا بوده و در ۱ بازی ملی حضور داشته‌است. او در بازی‌های ملی‌اش گلی به ثمر نرساند. دیگو فاببرینی آخرین بازی ملی خود را در سال ۲۰۱۲ میلادی انجام داد.